# Chilicola umbonata
Chilicola umbonata är en biart som beskrevs av Michener 2002. Chilicola umbonata ingår i släktet Chilicola och familjen korttungebin. Inga underarter finns listade i Catalogue of Life.